# Plan climat-air-énergie territorial
 (juin 2025).
La mise en forme du texte ne suit pas les recommandations de Wikipédia : il faut le « wikifier ».
Les points d'amélioration suivants sont les cas les plus fréquents. Le détail des points à revoir est peut-être précisé sur la page de discussion.
- Les titres sont pré-formatés par le logiciel. Ils ne sont ni en capitales, ni en gras.
- Le texte ne doit pas être écrit en capitales (les noms de famille non plus), ni en gras, ni en italique, ni en « petit »…
- Le gras n'est utilisé que pour surligner le titre de l'article dans l'introduction, une seule fois.
- L'italique est rarement utilisé : mots en langue étrangère, titres d'œuvres, noms de bateaux, etc.
- Les citations ne sont pas en italique mais en corps de texte normal. Elles sont entourées par des guillemets français : « et ».
- Les listes à puces sont à éviter, des paragraphes rédigés étant largement préférés. Les tableaux sont à réserver à la présentation de données structurées (résultats, etc.).
- Les appels de note de bas de page (petits chiffres en exposant, introduits par l'outil «  Source ») sont à placer entre la fin de phrase et le point final[comme ça].
- Les liens internes (vers d'autres articles de Wikipédia) sont à choisir avec parcimonie. Créez des liens vers des articles approfondissant le sujet. Les termes génériques sans rapport avec le sujet sont à éviter, ainsi que les répétitions de liens vers un même terme.
- Les liens externes sont à placer uniquement dans une section « Liens externes », à la fin de l'article. Ces liens sont à choisir avec parcimonie suivant les règles définies. Si un lien sert de source à l'article, son insertion dans le texte est à faire par les notes de bas de page.
- La présentation des références doit suivre les conventions bibliographiques. Il est recommandé d'utiliser les modèles {{Ouvrage}}, {{Chapitre}}, {{Article}}, {{Lien web}} et/ou {{Bibliographie}}. Le mode d'édition visuel peut mettre en forme automatiquement les références.
- Insérer une infobox (cadre d'informations à droite) n'est pas obligatoire pour parachever la mise en page.

Pour une aide détaillée, merci de consulter Aide:Wikification.
Si vous pensez que ces points ont été résolus, vous pouvez retirer ce bandeau et améliorer la mise en forme d'un autre article.
Le Plan climat-air-énergie territorial (PCAET) est un dispositif mis en place en France pour notamment améliorer la qualité de l'air, réduire la consommation d'énergie et limiter les émissions de gaz à effet de serre aux échelles locales. Il est obligatoire pour les intercommunalités de plus de 20 000 habitants. Le PCAET se décline en plusieurs volets : diagnostic environnemental, stratégie territoriale, programme d'actions et suivi des résultats. Il s'inscrit dans les objectifs nationaux et européens de transition énergétique et implique divers acteurs locaux (collectivités, entreprises, associations, habitants) dans une approche concertée et cohérente. Participatif, il est co-construit par les décideurs, les services des collectivités territoriales et les acteurs du territoire (collectivités, acteurs socio-économiques, associations, entreprises, universités, habitants…). Il vise une cohérence entre les actions du territoire, en passant au filtre « climat-énergie » toutes les décisions et politiques, pour passer d'initiatives éparses, engagées au coup par coup, à une politique climat-énergie cohérente, concertée et ambitieuse.

## Histoire
Les politiques locales relatives à la maîtrise de la demande énergétique (MDE) ont considérablement augmenté à la suite des chocs pétroliers des années 1970. Pour répondre (parmi d'autres actions) aux enjeux énergétiques et climatiques (deux enjeux fortement liés), les PCAET apparaissent pour la première fois en France dans le Plan Climat National de 2004, dont le chapitre 7, intitulé « Plans Climat Territoriaux et État exemplaire », engage les collectivités à élaborer au niveau local l'équivalent du Plan Climat National. Ils contribuent à décliner localement les engagements de l'ONU et le Paquet climat-énergie européen.
Une des 202 propositions faite en 2010 par les groupes de travail sur l'adaptation au changement climatique est d'y ajouter une rubrique « adaptation ».
En France, le plan climat-air-énergie territorial (PCAET), remplace depuis le 28 juin 2016 l'ancien plan climat-énergie territorial (PCET), en y ajoutant les enjeux de la qualité de l'air. Obligatoire pour toute intercommunalité à fiscalité propre (EPCI) de plus de 20 000 habitants, à la fois stratégique et opérationnel, il décline et met en œuvre, à l’échelle de son territoire, les objectifs internationaux, européens et nationaux en matière de qualité de l'air, d'énergie et de climat ; afin d'atténuer le changement climatique, le combattre efficacement et s'y adapter, dont en développant les énergies renouvelables, en maîtrisant la consommation d'énergie, en réduisant les émissions de gaz à effet de serre et la dépendance énergétique, tout en favorisant l'adaptation aux changements climatiques sur les court, moyen et long termes ; en cohérence avec les engagements internationaux de la France.
La loi relative à la transition énergétique pour la croissance verte (LTECV) a renforcé le rôle des collectivités territoriales dans la lutte contre le changement climatique, dont via les PCAET qui sont à la fois un projet de territoire et un outil d'animation de ce projet. 

## Contenu
Il comprend obligatoirement quatre parties :
- 1) Diagnostic :
  - Estimation des émissions de gaz à effet de serre, et des polluants de l'air.
  - Estimation de la séquestration de dioxyde de carbone
  - Analyse de la consommation énergétique.
  - Présentation des réseaux d’énergie.
  - État de la production d’énergies renouvelables.
  - Analyse de la vulnérabilité au changement climatique.
- 2) Stratégie territoriale :
  - Priorités et objectifs pour réduire les émissions, stocker le carbone, maîtriser la consommation d’énergie, produire et consommer des énergies renouvelables, et s’adapter au changement climatique.
- 3) Programme d’actions :
  - Actions d'atténuation du changement climatique, c'est-à-dire de baisse des émissions de gaz à effet de serre, quantifiés dans le temps à plusieurs horizons, et basés au moins sur les objectifs nationaux et européens (avec dans un premier temps l'objectif d'une réduction d'un facteur 4 en 2050 dit « 3 × 20 » pour 2020, d'après la SNBC-1[4], devenu facteur 6 avec la SNBC-2 en raison des objectifs non atteints de la SNBC-1). Ces actions sont "à mettre en œuvre par les collectivités et les acteurs socio-économiques".
  - Projets pour une croissance verte.
  - Actions spécifiques pour les transports et l’éclairage public.
- 4) Suivi et évaluation :
  - Indicateurs (généralement d'état, pression et réponse), pour suivre les actions et les objectifs.
  - Rapport public après trois ans d’application.

...et
- une description des modalités d’articulation de ses objectifs avec ceux du PPA ;
- depuis 2019 (cf. art. 85 de la loi d'orientation des mobilités, dite LOM) : pour les territoires concernés par un Plan de protection de l'atmosphère ou ceux de plus de 100 000 habitants, le PCAET doit aussi comporter une étude d’opportunité pour la mise en place d’une ZFE (zone à faibles émissions). Cette étude évalue l’intérêt de créer une ZFE, en analysant les bénéfices environnementaux et sanitaires attendus[5] :

Le PCAET doit être évalué à mi-parcours. Sa version numérique Le PCAET (ou son projet pour avis du préfet) doit être déposée sur une plate-forme informatique à l'adresse : http://www.territoires-climat.ademe.fr. Une fois validé, il est public, consultable par tous.
Il comporte généralement aussi une introduction rappelant les enjeux pour le territoire et des annexes. Le changement climatique étant global, avec des effets inégalement répartis, le plan peut intégrer un volet « solidarité » incluant des actions inter-régionales et/ou de coopération décentralisée. 

Le constat a été fait que le sujet de l'air est souvent insuffisamment traité dans les PCAET.

## Cadre règlementaire
La loi Grenelle 2 (art. 75) rendait la prise en compte du climat et de l'énergie obligatoire avant le 31 décembre 2012 pour les régions, les départements, les communautés urbaines, les communautés d'agglomération ainsi que les communes et communautés de communes de plus de 50 000 habitants.
Le Code de l’environnement (articles L. 222-1 à L. 222-3 et L. 229-26 et décision no 2014-395 QPC - 7 mai 2014), précise que le Plan Climat Énergie territoriaux (PCET) doit être compatible avec le schéma régional du climat, de l'air et de l'énergie (SRCAE), avec la recommandation d'intégrer dans le PCET un nouveau volet « Qualité de l'air ».
En 2015 (17 août), la loi relative à la transition énergétique pour la croissance verte confie à la Région le rôle de cheffe de file pour la transition énergétique (et la biodiversité), ce qui impliquera notamment pour chaque Schéma régional d'aménagement, de développement durable et d'égalité des territoires (SRADDET) de comprendre un volet climat, air et énergie (en substitution des anciens Schémas régionaux Climat Air Énergie (SRCAE. Les régions élaborent aussi un Plan régional pour l'efficacité énergétique dans le domaine du bâtiment et un Plan régional de prévention et de gestion des déchets (PRPGD). 
Cette loi rend obligatoire le PCAET pour la Métropole de Lyon et les établissements publics de coopération intercommunale de plus de 50 000 habitants. En 2018 ce seuil est abaissé à 20 000 habitants. Chaque PCAET est soumis à évaluation environnementale ; pour aider les EPCI concernés (notamment ceux qui ne disposent pas de compétence en matière d'évaluation environnementale) à évaluer leurs PCAET, le CEREMA a produit un « Cahier des charges type pour réaliser l'évaluation environnementale des PCAET ».
Trois documents cadrent leur élaboration :
- le décret no 2016-849 du 28 juin 2016, définit le contenu du diagnostic, de la stratégie territoriale, du plan d’actions et du dispositif de suivi et d’évaluation du PCAET. Il donne aussi une responsabilité élargie à l’EPCI, qui devient coordinateur de la transition énergétique territoriale dans les PCET, lesquels doivent aussi maintenant obligatoirement intégrer les enjeux de l’air dans leur diagnostic (estimation des émissions territoriales […] de polluants atmosphériques), dans leur stratégie (réduction des émissions de polluants atmosphériques et de leur concentration) et dans leur programme d’actions (prévenir ou réduire les émissions de polluants atmosphériques). Les secteurs d'activité à prendre en compte pour les éléments chiffrés du diagnostic et des objectifs stratégiques et opérationnels sont : résidentiel, tertiaire, transport routier, autres transports, agriculture, déchets, industrie hors branche énergie, branche énergie (hors production d'électricité, de chaleur et de froid pour les émissions de gaz à effet de serre, dont les émissions correspondantes sont comptabilisées au stade de la consommation).[8] ;
- l'arrêté du 4 août 2016 relatif au PCAET précise notamment la liste des polluants à prendre en compte, incluant les oxydes d’azote (NOx), les particules PM10 et PM2,5, les composés organiques volatils (COV), le dioxyde de soufre (SO2) et l’ammoniac (NH3)[9] ;
- via le SRADDET, ils doivent tenir compte de la Stratégie nationale bas carbone (SNBC).

## Relations avec d'autres plans ou documents
Les relations sont d'ordre juridiques et, éventuellement, hiérarchiques avec d'autres plans ou documents. Le plan climat-air-énergie territorial (PCAET) :
- devait être compatible avec le schéma régional du climat, de l'air et de l'énergie (SRCAE) ; il doit depuis la mise en place des nouvelles régions, être compatible le Schéma régional d'aménagement, de développement durable et d'égalité des territoires (SRADDET) qui fusionne le SRCAE à d'autres documents préexistant : schéma régional d'aménagement et de développement durable du territoire (SRADDT), plan régional de prévention et de gestion des déchets (PRPGD), schéma régional de l'intermodalité (SRI), et le Schéma régional de cohérence écologique (SRCE). À noter que le SRADDET est le fruit d'une collaboration entre région et État, et qu'il doit être compatible avec la SNBC (mise à jour tous les cinq ans) ;
- peut constituer le « volet climat » d'un Agenda 21 de collectivité ou d'un projet territorial de développement durable ;
- peut, lorsqu'il est élaboré par la région et que cette dernière le souhaite, être directement intégré dans le Schéma Régional Climat Air Énergie (SRCAE)[10]. La région concernée doit alors faire état de ce PCAET dans le « rapport sur la situation en matière de développement durable intéressant le fonctionnement de la collectivité, les politiques qu'elle mène sur son territoire et les orientations et programmes de nature à améliorer cette situation » (rapport prévu par le code général des collectivités territoriales, présenté par le président du conseil régional, et dont le contenu et, si nécessaire, les modalités d'élaboration sont fixés par décret[11]) ;
- doit prendre en compte le schéma de cohérence territoriale (SCOT), et être désormais compatible avec le plan local d'urbanisme (PLU et PLUi)[12].

## Qui doit produire et adopter un PCAET? et quand?
La loi relative à la transition énergétique pour la croissance verte modifiant la loi Grenelle II ne mentionne plus que deux types de structures devant porter un PCAET. Ce sont :
- la Métropole de Lyon
- les établissements publics de coopération intercommunale de plus de 50 000 habitants (20 000 à partir de 2018)[13].

Les autres structures de plus de 50 000 habitants (communes, régions, départements) ne sont plus dans l'obligation de mettre en place ce plan depuis la loi de transition énergétique. Elles restent toutefois concernées par l'obligation de réaliser un bilan d'émission de gaz à effet de serre.
Le plan climat-air-énergie territorial constitue dorénavant le « volet climat » du projet territorial de développement durable (PTDD) ou de l'Agenda 21 local que toute collectivité publique élaborerait.
La loi ne rend pas obligatoire la réalisation d'une telle démarche par les territoires de projet - pays, parcs naturels régionaux et ne vise donc pas la couverture de l'ensemble du territoire français par des PCET. Cependant, de nombreux territoires se sont déjà engagés ou commencent à le faire, de manière volontaire, dans un PCET. La loi Grenelle II reconnaît par ailleurs cette possibilité dans son article 77.

## Modalités de construction
Le PCAET s'appuie sur un diagnostic du territoire, portant sur :
1. les émissions territoriales de gaz à effet de serre ; et les émissions de polluants de l’air ;
2. les consommations énergétiques du territoire ;
3. les réseaux de distribution d'énergie ;
4. les énergies renouvelables sur le territoire ;
5. la vulnérabilité du territoire aux effets du changement climatique.

La loi Grenelle II prévoit que l'élaboration du PCAET doit s'appuyer sur les bilans des émissions de gaz à effet de serre prévus par la loi.
Le PCAET comprend en trois parties, :
1. une stratégie ; elle identifie les priorités de la collectivité concernée, et les objectifs (stratégiques et opérationnels) qu’elle se donne pour trois cibles complémentaires à atteindre
 - atténuation du changement climatique, avec donc les moyens de « lutter efficacement contre le réchauffement climatique »,
 - adaptation au changement climatique ; 
restauration et protection de la qualité de l'air. Selon une étude ATMO/ADEME (2022), cette dernière cible (air) est souvent moins bien traitée par les PCAET, à cause d'un manque général d'expertise, de connaissances de la réglementation et de sous-estimation des enjeux pour le territoire du PCAET, notamment en zone rurale où les collectivités ne sollicitent pas assez les experts (AASQA, CEREMA, etc.) pour les accompagner[18]. Le diagnostic est alors peu précis, peu clair et peu cohérent, souvent basé sur des données obsolètes qui faussent les analyses, dans un contexte où les données fiables et récentes sur la qualité de l'air sont parfois difficiles à trouver[18] ;
2. un plan d'action ; afin notamment d'améliorer l'efficacité énergétique, d'augmenter la production d'énergie renouvelable et de réduire les effets des activités en termes d'émissions de gaz à effet de serre, conformément aux objectifs issus de la législation européenne relative à l'énergie et au climat ; ce plan d’actions porte sur tous les secteurs d’activité ; c'est l’outil opérationnel de coordination de la transition énergétique sur le territoire ;
3. un dispositif de suivi et d'évaluation des résultats.

On distingue généralement trois champs d'action ou périmètres pour le PCAET :
- échelle interne : ce qui relève directement de la responsabilité de la collectivité - patrimoine immobilier, flotte de véhicules, marchés publics…
- échelle des politiques publiques ou compétences : ce que la collectivité peut influencer plus ou moins directement via les compétences qu'elle exerce (urbanisme, transports, gestion des déchets, habitat, etc.)
- échelle d'animation territoriale : les volets sur lesquels la collectivité n'a pas de prise directe, mais sur lesquels elle peut influer par des actions de sensibilisation, de mobilisation et des mesures facilitatrices. Il s'agit là du plus gros gisement d'émissions de gaz à effet de serre du territoire[19].

La loi Grenelle II a adopté une définition de cette démarche plus restrictive que ce qui était l'usage avant publication de cette loi. En effet, le PCET, selon la loi, s'applique aux "champs de compétences respectifs" de chacune des collectivités qui élaborent une telle démarche. La loi ne prévoit donc pas que le PCET s'applique à l'échelle d'animation territoriale. Toutefois elle ne l'interdit pas, et de nombreuses collectivités s'engagent ou continuent de s'engager sur ce volet important.

## Gouvernance

### Gouvernance dans l'élaboration du plan
Le PCAET peut être accompagné dans son élaboration par les services concernés de l'État (DREAL), le Conseil régional, l'Agence de l'environnement et de la maîtrise de l'énergie (Ademe), (qui dispose d'un « centre de ressources pour les plans énergie climat territoriaux »), l'Observatoire national sur les effets du réchauffement climatique (Onerc), la Fédération Atmo France, etc.

### Consultation
- si le représentant de l'ensemble des organismes mentionnés à l'article L. 411-2 du Code de la construction et de l'habitation[21] propriétaires ou gestionnaires de logements situés dans le territoire régional en fait la demande, le projet de plan lui est soumis afin de recueillir son avis. Cet avis est réputé favorable s'il n'a pas été rendu par écrit dans un délai de deux mois ;
- le PCAET est rendu public ;
- le PCAET est mis à jour (au moins tous les six ans).
  - Les départements intègrent ce plan dans le rapport sur la situation en matière de développement durable prévu par l'article L. 3311-2 du Code général des collectivités territoriales.
  - Les communautés urbaines, les communautés d'agglomération et les communes ou communautés de communes de plus de 50 000 habitants l'intègrent dans le rapport prévu par l'article L. 2311-1-1 du même code.
  - Un décret en Conseil d'État définit les modalités d'application de la présente section et peut déterminer, notamment, des méthodes de référence pour la réalisation des bilans prévus par l'article L. 229-25 du présent code.
- En cas de déclaration de projet[22], sur l'intérêt général d'une action ou d'une opération d'aménagement (au sens du code de l'urbanisme) ou de la réalisation d'un programme de construction qui pourrait influencer le PCET ; sauf cas particulier[23], si la déclaration de projet est adoptée par l'État, « elle peut procéder aux adaptations nécessaires » d'un certain nombre de plans et schéma, dont le plan climat-énergie territorial. Ces adaptations doivent respecter les « dispositions législatives et réglementaires applicables au contenu » de ce plan climat-énergie territorial. Les adaptations proposées sont alors présentées dans le cadre des procédures prévues par les articles L. 122-15 et L. 123-16 du Code de l'urbanisme, auxquelles les autorités ou services compétents pour élaborer le PCET sont invités à participer. Si l'action, visée par la déclaration peut avoir des « incidences notables sur l'environnement », alors « les dispositions nécessaires pour mettre en compatibilité les documents d'urbanisme ou pour adapter les règlements et servitudes mentionnés au deuxième alinéa font l'objet d'une évaluation environnementale, au sens de la directive 2001/42/CE du Parlement européen et du Conseil, du 27 juin 2001, relative à l'évaluation des incidences de certains plans et programmes sur l'environnement ». (Un décret en Conseil d'État détermine les conditions d'application de cette procédure[22].)

### Droit d'initiative
Ce « droit d'initiative » permet aux citoyens, collectivités et associations de demander une concertation préalable pour l'élaboration des PCAET engagés après le 1er janvier 2017. Pour garantir ce droit, une déclaration d’intention doit être publiée (contenant les objectifs du PCAET, son périmètre, et les modalités de concertation), affichée publiquement, et mise en ligne par l’autorité responsable. 
Il peut être exercé dans les 4 mois suivant cette publication, et si une demande est formulée, le préfet a 1 mois pour décider de l’organiser. Mais si l’autorité responsable décide volontairement d’une concertation avec garant, le droit d’initiative ne peut être invoqué. 
Un PCAET sans déclaration d’intention présentent donc une fragilité juridique, pouvant être corrigée par la publication d'une déclaration ou en organisant une concertation conforme à la réglementation.

### Aide et conseil
- Le PCAET doit notamment évaluer le « coût de l'inaction » pour son territoire. Le Rapport Stern a cherché le premier à mesurer le coût économique des effets du changement climatique, concluant que ne pas agir coûte plus cher que de financer des actions de prévention et d'adaptation (au niveau mondial, le coût de l’inaction serait, selon les territoires et scénarios, de 5 % à 20 % du PIB mondial, contre 1 % pour celui de l’action). 
Diverses autres ressources peuvent aider des PCAET à faire cette évaluation[25],[26],[27] ;
- Un « centre de ressources pour les plans énergie climat territoriaux »[20] a été créé pour les collectivités territoriales et de tous et chacun par l'ADEME, comprenant un observatoire des PCET ; une méthode pour de construction et de mise en œuvre d’un PCET ; des outils et démarches utiles et une offre de formations de l’ADEME.
- Pour ce qui concerne l'air, les Associations agréées de surveillance de la qualité de l'air (AASQA)[28]
- Pour agir plus en amont, le MEEM et l'ADEME ont publié en décembre 2016 un guide sur les PCAET pour les élus et agents de collectivités, mais aussi pour les associations, universitaires, représentants de l’État ou des acteurs économiques, bureaux d'études, etc.[29], afin d'accompagner notamment les réponses aux appels à projet nationaux[30].
- La DREAL de la Nouvelle Aquitaine a publié un guide pour la réalisation du bilan à mi-parcours (après trois ans). Ce bilan est d'abord un exercice à l’intention de la collectivité elle-même (pas de retour obligatoire de l’État). Il permet de visualiser l’état d’avancement des actions et les dynamiques du territoire, et les facteurs (internes ou externes) qui jouent sur la mise en œuvre du PCAET. C'est un outil de communication entre élus, services et les acteurs mobilisés, les habitants et d'autres collectivités. C'est un socle pour mieux préparer les trois prochaines années et éventuellement ajuster le programme d’actions en fonction du bilan. Il inclut un état des lieux de la gouvernance et des moyens financiers nécessaires. C’est une étape préparant l’évaluation finale et la révision du PCAET à six ans, permettant d’identifier les améliorations potentielles pour atteindre les objectifs stratégiques[31].
- De nombreux territoires s'accordent à dire que le PCAET est un outil idéal(iste), financièrement inapplicable par les plus petites collectivités et décalé par rapport aux réalités de terrain (par exemple pour les émissions de gaz à effet de serre de l'agriculture, qui pour la plupart d'entre elles, sont jugées incompressibles, notamment en ce qui concerne l'élevage hors sol).

## Bilan des premiers PCAET
En 2016, l'Assemblée des Communautés de France (AdCF, l'ADEME & EDF publient « Du bilan des PCET à l’élaboration des PCAET »
En 2019, l'AdCF & AMORCE ont publié un "Chiffrage et maîtrise d’ouvrage des actions des PCAET" (enquête AMORCE-AdCF) ont publié un premier bilan du passage des PCET à l’élaboration des PCAET (Outils et pratiques des communautés en faveur de la transition énergétique) : quand elles sont évaluées et chiffrées, les actions programmées par les PCAET représentaient ne moyenne 117 € par habitant, avec 3 types de PCAET : 1) ceux qui se limitent aux actions d’études ou de coordination (jusqu'à 1,5 €/hab./an), 2) ceux qui agissent matériellement sur le patrimoine et les services (jusqu'à 10 €/hab./an) et ceux qui agissent plus intensément sur les transports, l’aménagement ou l’habitat (jusqu'à 200 €/hab./an).Publié le 11/04/2019 Mis à jour le 10/10/2022.
Fin 2020, un bilan quantitatif (Combien de PCAET approuvés…) et qualitatifs (objectifs énergie, climat et air des PCAET ; actions les plus fréquentes ?) a été fait par l'AdCF et Intercommunalités de France à partir des PCAET publiquement disponibles à date d’octobre 2020 et des données saisies sur la plateforme Territoires & Climat administrée par l’ADEME : « 85 % des PCAET approuvés relèvent de démarches obligatoires. Les communautés de communes représentent la moitié des PCAET approuvés, les communautés d’agglomération un tiers » ; 87 % des intercommunalités obligées étaient engagées dans l'élaboration de leur PCAET ; et plus de 50 % des métropoles avaient un PCAET approuvé (contre 20 % des communautés urbaines et 20 % des communautés d’agglomération, et moins de 10 % pour les communautés de communes. 50 % des PCAET approuvés étaient situés en Auvergne-Rhône-Alpes et Occitanie. Les régions présentant le plus haut taux de PCAET approuvés étaient l'Occitanie et la Bretagne.
Pour gagner en efficacité et mieux se concrétiser, les objectifs du PCAET peuvent être inclus dans le Plan Local d’Urbanisme intercommunal (PLUi) et intégrés à d’autres outils de planification et/ou contractuels (ex : Plan Local de l’Habitat, Plan de Déplacements Urbains ou depuis 2018, le Contrat de transition écologique (CTE), en impliquant les financeurs et acteurs locaux, mais des améliorations sont attendues en termes de gouvernance et d’indicateurs de suivi et d’évaluation. Un SCOT peut aussi intégrer un PCAET et ensuite valoir PCAET.

### Législation
- Décret no 2016-849 du 28 juin 2016 relatif au plan climat-air-énergie territorial, Journal officiel de la République française, 29 juin 2016 (lire en ligne).
- Arrêté du 4 août 2016 relatif au plan climat-air-énergie territorial sur Légifrance.

### Guides
- Guide national PCAET, comprendre, construire et mettre en œuvre édités par l’ADEME.

Il fait par ailleurs référence au guide SRCAE : synthèse des actions recommandées aux collectivités.
- Guide Nouvelles compétences energie-climat des collectivités", loi sur la transition énergétique : quels impacts pour les territoires ? publié par le Réseau Action Climat le 10 mai 2016 (sur les nouvelles compétences énergie-climat des collectivités)
- Guide PCAET à destination des services de l’État : Avis de l’État sur les PCAET – Guide à destination des DREAL et des DDT (PDF), 07/10/19 (, 12 pages, version validée) ; url=https://www.territoires-climat.ademe.fr/Uploads/media/default/0001/01/d4b78e7160ad8733e74d40aa0b058ce47f0db470.pdf
- Guide pratique pour la région Ile-de-France, synthèse de l’information prévue à l’article R.229-53 du code de l’environnement dédiée aux collectivités (PDF, 99 pages) |url=https://www.drieat.ile-de-france.developpement-durable.gouv.fr/IMG/pdf/guide_pratique_pcaet_2018_.pdf
- plaquette d’information pour les élus ; l’essentiel à connaître sur les PCAET